# Gokuraku Cafè
Gokuraku Cafè (極楽カフェ?, Gokuraku Cafe, lett. "Caffè Paradiso") è un manga scritto e disegnato da Ellie Mamahara con tematiche shōnen'ai. Pubblicato da Tokuma Shoten sulla rivista Chara, in Italia è edito da Flashbook.

## Trama
Yuuto lavora come aiutante al caffè di Richard Yashima, un occidentale vedovo un tempo sposato con una donna giapponese. Yuuto è deciso a dare il meglio di sé pur di ottenere in cambio dall'uomo alcune lezioni di animazione, dato che egli è stato un tempo un grande regista di cartoni animati in stop-motion. Il carattere deciso del giovane, unito alla sua gentilezza ed al suo ottimismo, piega subito ogni resistenza di Richard – ben poco disposto ad accettare un allievo – e, grazie anche al bell'aspetto del ragazzo, procura a Yuuto non pochi ammiratori e corteggiatori: primo fra tutti Sohei, apprensivo vecchio amico d'infanzia, ma anche il maturo docente universitario Yawaza o i due giovani promettenti Moriharu Esaka, stella del baseball, o Jackson Hawke, regista di fama mondiale.
Quest'ultimo è inoltre figlio di Richard, ma ben deciso a non riavvicinarsi più al padre, dopo la morte della madre lasciata sola a crescere Jackson a causa degli impegni di lavoro del marito. Yuuto, ben deciso a far riconciliare Rihard e Jackson, realizza per i due un cortometraggio su Jackie, celebre riccio-bambino ideato da Richard, e fa ricordare a padre i figlio il legame che li unisce.
Grazie a questo suo intervento, Yuuto finisce per realizzare il suo sogno trovando infine lavoro come animatore presso lo studio di animazione di Jackson che ha sede in Giappone.

## Personaggi
Yuuto Takanashi
Cameriere ed aiutante al caffè, è in realtà un lavoratore imbranato sebbene molto volonteroso. La sua empatia verso gli altri lo porta spesso a diventare oggetto di attenzioni romantiche indesiderate da parte di alcuni clienti, dato che il ragazzo preferisce concentrarsi sullo studio delle tecniche di animazione. Ama smisuratamente Jackie il riccio, protagonista di una serie di famosi cartoni animati rivolti al pubblico infantile.
Richard Yashima Swallow
Americano, preferisce usare tuttavia il cognome giapponese della moglie defunta, a causa della quale h a deciso di trasferirsi in Sol Levante. È il proprietario del caffè e datore di lavoro di Yuuto. Un tempo famoso regista ed ideatore del personaggio Jackie, ha abbandonato la vita artistica dopo la morte della compagna, tagliando i ponti col figlio, che ritiene il padre responsabile.
Sohei Inoe
Habitué ed amico intimo di Yuuto, il ragazzo è molto disponibile verso il cameriere conoscenza di lunga data. Verso Yuuto Sohei è poi molto geloso, controllando la vita privata dell'amico in maniera paranoica ed ossessiva, sempre teso e nervoso all'idea che qualche malintenzionato possa approfittarsi della gentilezza ed ingenuità dell'amico.
Manami
Habitué del bar e confidente di Richard, Manami è sempre molto attenta all'umore dei due lavoratosi del caffè, cerca spesso di conciliare i due dopo una lite e si ferma solitamente sino alla chiusura.
Esaka Moriharu
Famoso giocatore di baseball, dopo aver subito un infortunio, gli è stata offerta la possibilità di un rischioso intervento negli Stati Uniti. Scettico, accetta l'offerta americana solo dopo aver conosciuto Yuuto e l'ottimismo del giovane, qualità che lo fanno innamorare rapidamente del ragazzo. Bisessuale ed abile dongiovanni, viene tuttavia respinto dal giovane, troppo preso dai suoi sogni nel mondo dell'animazione.
Eitaro Yazawa
Docente universitario presso l'istituto di Sohei, conosce Yuuto tramite l'allievo. Da poco uscito da uno sfortunato matrimonio, si scopre attratta dal sorridente cameriere del caffè del tutto inaspettatamente. Divenuto ossessionato dal ragazzo, di fronte al rifiuto di questi è pronto persino all'omicidio dell'amato, ma Yuuto viene infine salvato da Richard.
Jackson Hawke
Celebre regista di fama mondiale e figlio di Richard, Jason ha tuttavia preferito disconoscere il padre – rinfacciandogli di aver lasciato morire la madre dedicandosi solo al lavoro – e farsi un nome da sé. Venuto in Giappone per alcuni eventi promozionali circa la sua produzione, viene contattato da Yuuto, deciso a far riconciliare padre e figlio, e Jason finisce per innamorarsi di un subitaneo colpo di fulmine del ragazzo.
Offerto più volte a Yuuto di recarsi a Los Angeles con lui, finirà per contentarsi di trovare lavoro al giovane animatore presso la filiale dello studio di animazione nipponica.

## Manga

### Volumi
| Nº | Titolo italiano Giapponese 「Kanji」 - Rōmaji      | Data di prima pubblicazione        | Data di prima pubblicazione |
| Nº | Titolo italiano Giapponese 「Kanji」 - Rōmaji      | Giapponese                         | Italiano                    |
| 1  | Gokuraku Cafè 1 「極楽カフェ 1」 - Gokuraku Cafe 1 | 1º luglio 2002 ISBN 978-4199601910 | 14 luglio 2004              |
| 2  | Gokuraku Cafè 2 「極楽カフェ 2」 - Gokuraku Cafe 2 | 1º aprile 2003 ISBN 978-4199602153 | 15 ottobre 2004             |